# Please be honest
Please be honest is het 23e studioalbum van de Amerikaanse indierockband Guided by Voices. Het is het eerste album dat werd uitgebracht onder de naam van de band sinds het uiteenvallen ervan in 2014. Het album verscheen op 22 april 2016.

## Geschiedenis
Zanger Robert Pollard had een aantal liederen geschreven en besloot de muziek zelf op te nemen. In 2013 en 2014 had Pollard al eens solowerk opgenomen onder de naam Teenage Guitar. Op basis van de kwaliteit van de muziek maakte hij de afweging om een nieuw album uit te brengen onder de naam Teenage Guitar of onder Guided by Voices. Hij koos voor het laatste. Hoewel Pollard de muziek op Vampire on Titus (1993) grotendeels zelf speelde, is Please be honest het eerste werk van Guided by Voices dat hij volledig eigenhandig schreef en opnam.

## Tracklist
Alle muziek en teksten zijn geschreven door Robert Pollard. 
| Nr. | Titel                     | Duur |
| --- | ------------------------- | ---- |
| 1.  | My zodiac companion       | 2:12 |
| 2.  | Kid on a ladder           | 1:47 |
| 3.  | Come on Mr. Christian     | 2:04 |
| 4.  | The grasshopper eaters    | 3:22 |
| 5.  | Glittering parliaments    | 2:27 |
| 6.  | The caterpillar workforce | 1:29 |
| 7.  | Sad baby eyes             | 0:35 |
| 8.  | The quickers arrive       | 2:56 |
| 9.  | Hotel X (big soap)        | 3:01 |
| 10. | I think a telescope       | 2:30 |
| 11. | Please be honest          | 2:05 |
| 12. | Nightmare jamboree        | 2:00 |
| 13. | Unfinished business       | 1:30 |
| 14. | Defeatists' lament        | 2:23 |
| 15. | Eye shop heaven           | 3:00 |

## Personeel

### Bezetting
- Robert Pollard, zang, instrumenten

De coda in het nummer Hotel X (big soap) werd gespeeld door de Vandercook Lake Senior High School Band onder leiding van Arnold A. Kummerow.